# Castillo de los Mur (Morillo de Monclús)

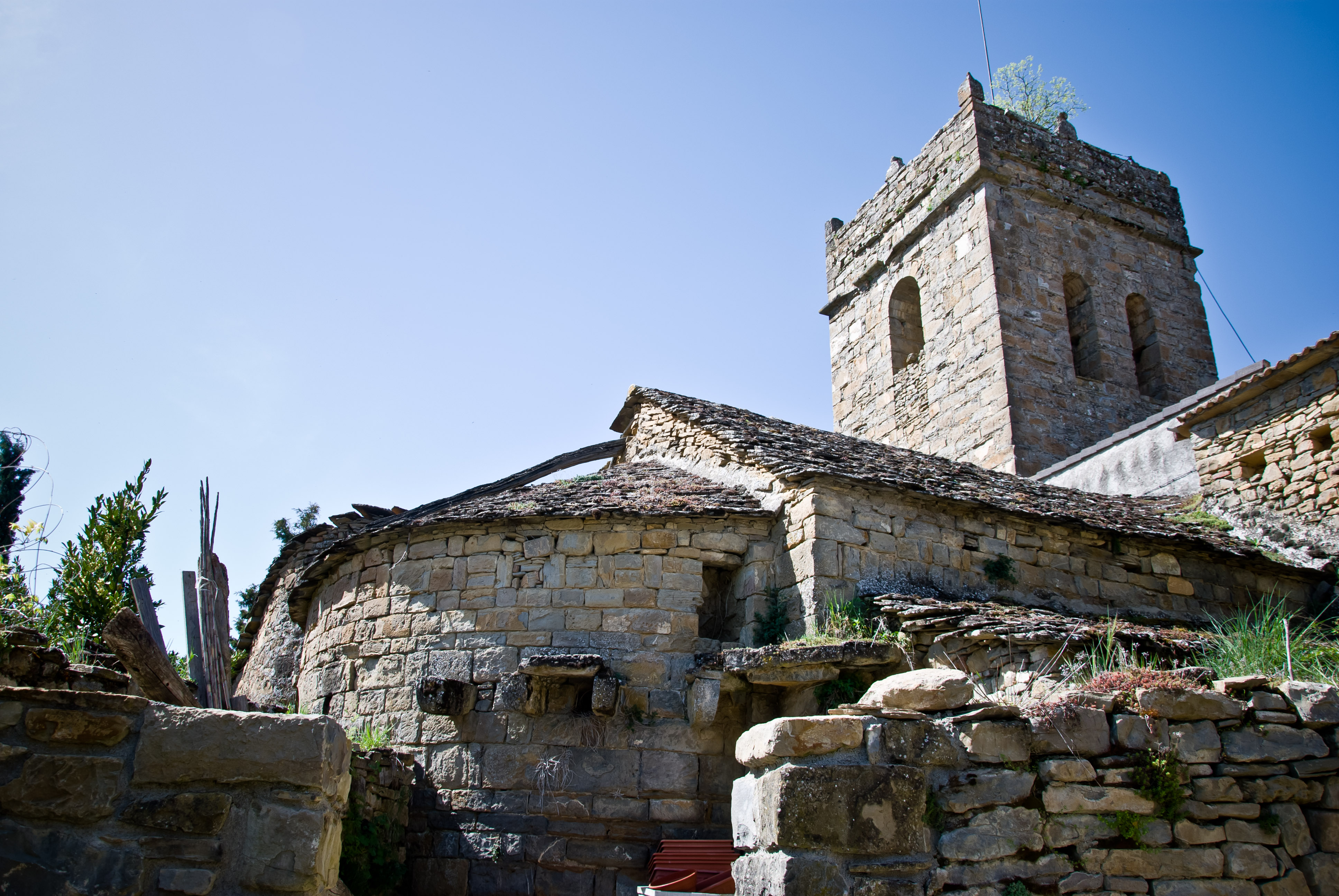
Castillo de los Mur mit Kirche San Cristóbal

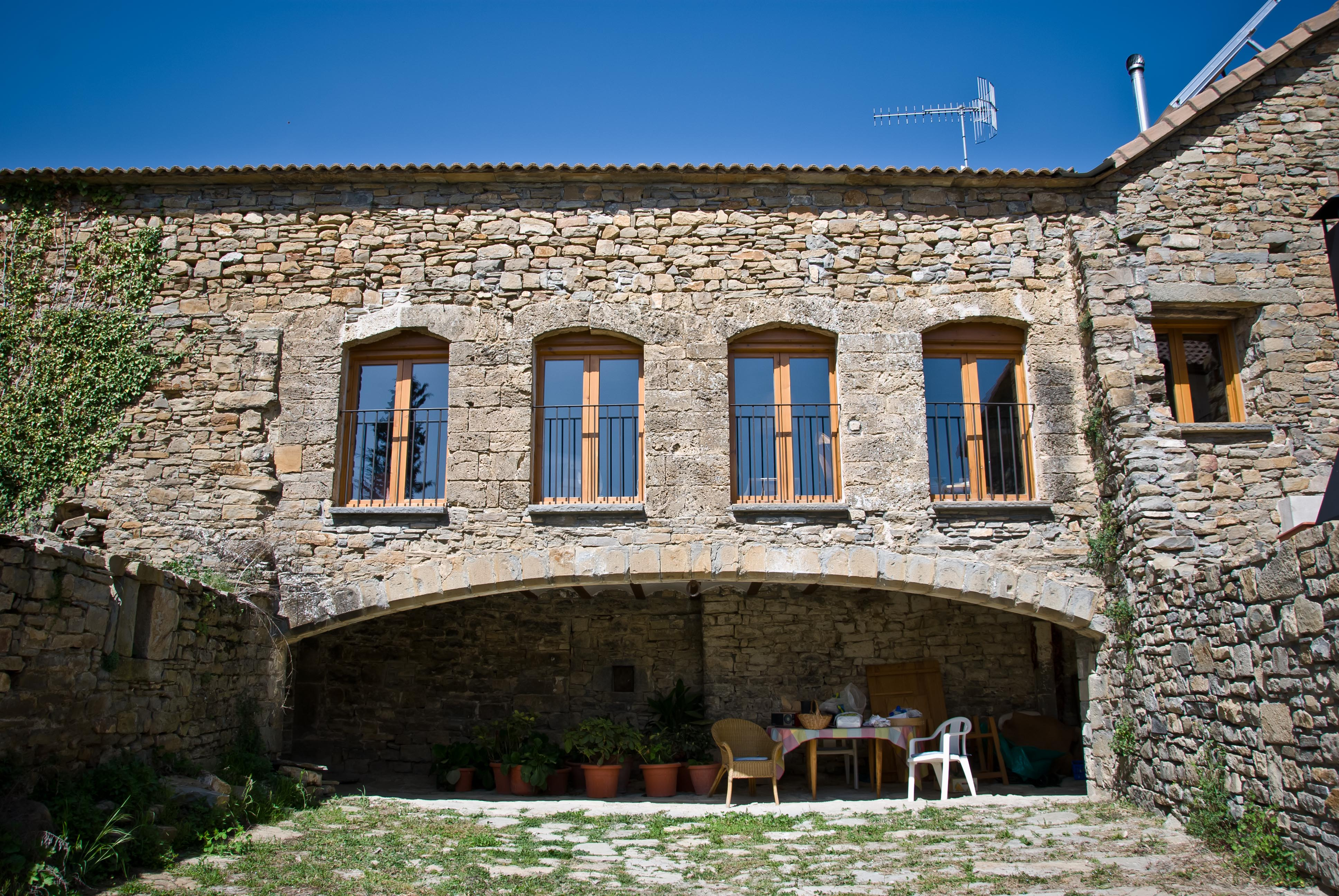
Innenhof

Das Castillo de los Mur in Morillo de Monclús, einem Ortsteil der spanischen Gemeinde La Fueva in der Provinz Huesca der Autonomen Gemeinschaft Aragonien, wurde ursprünglich im 11. Jahrhundert erbaut. Die Burganlage wurde als Bien de Interés Cultural (Baudenkmal) klassifiziert.
Das befestigte Wohnhaus mit Resten einer mittelalterlichen Burganlage steht an der Südostseite einer Erhebung, die von zwei Seiten durch einen steilen Hang geschützt wird. Sie besteht aus dem Herrenhaus, der Kirche und Nebengebäuden. Im Innenhof des Hauses ist ein 7,70 Meter breiter Bogen zu sehen. Dort ist auch das Wappen der Besitzerfamilie Mur angebracht.